# Azul Ludueña
Azul Ludueña (Córdoba, provincia de Córdoba, Argentina, 29 de noviembre de 2006) es una futbolista argentina, que juega como delantera en Talleres de la Primera División. Es considerada una de las promesas del fútbol femenino cordobés.

## Trayectoria
Ludueña comenzó su trayectoria en Racing, pero pronto pasó a Talleres, ambos clubes de la ciudad de Córdoba. Debutó en 2023 con la camiseta de las Matadoras, en la primera fecha del Campeonato de Primera B 2023, ante Defensa y Justicia, cuando entró desde el banco por Florencia Pianello. Marcó su primer gol ese año ante Comunicaciones y rápidamente se hizo de un lugar en el equipo.
En 2024, anotó en el partido de la primera fecha ante Sarmiento y esa temporada logró el campeonato y el ascenso a Primera A. Hizo su primer gol en la máxima categoría ante Racing Club en un partido que finalizó 1-1. En el Apertura 2025 fue la goleadora del club, junto con Brisa Jara, ambas con 5 goles. En ese tiempo, marcó dos dobletes: el primero, en el triunfo por 5-2 ante River Plate, y el segundo, en la última fecha ante Rosario Central.

## Clubes
| Club     | País      | Año           |
| -------- | --------- | ------------- |
| Talleres | Argentina | 2023-presente |